# Pastorale sur la Naissance de Notre Seigneur Jésus-Christ

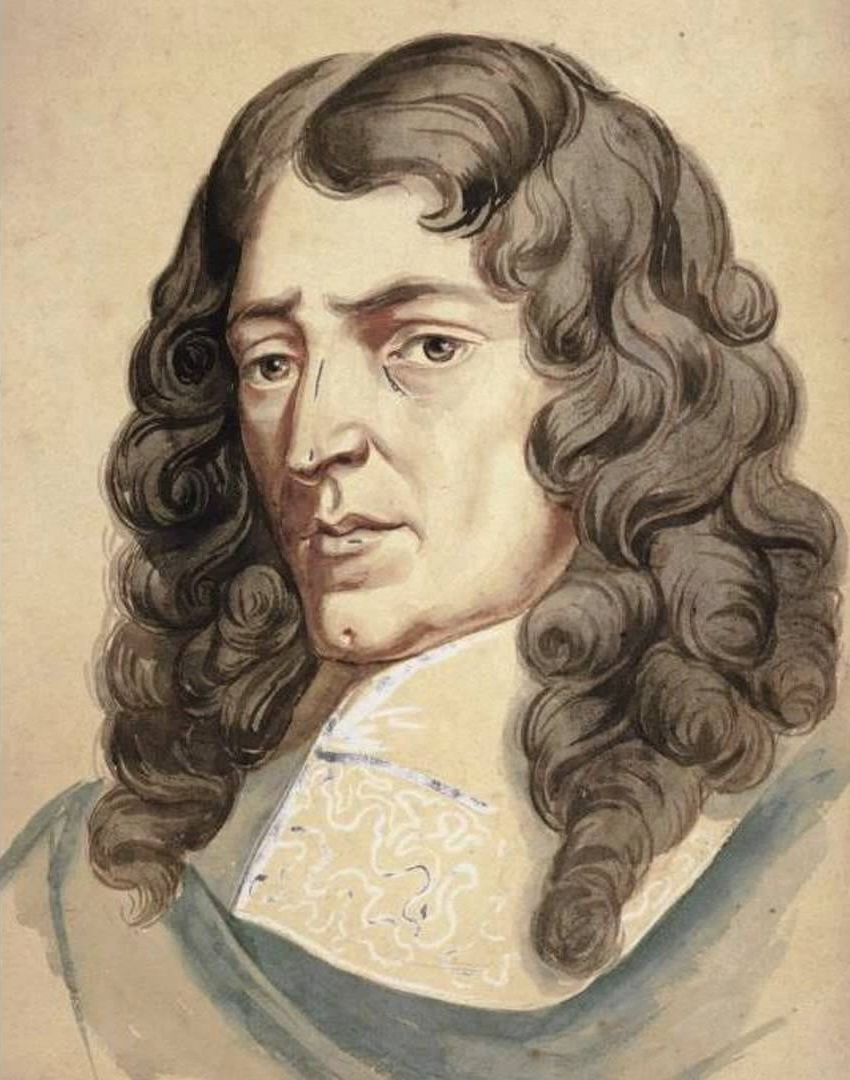
Marc-Antoine Charpentier

Pastorale sur la Naissance de Notre Seigneur Jésus-Christ (Pastorála o narození našeho Pána Ježíše Krista, H.482) je vánoční pastorála pro sóla, sbor, 2 houslové violy a basso continuo, kterou složil francouzský barokní skladatel Marc-Antoine Charpentier v letech 1683 až 1685.

## Historie
Charpentier složil dvě pastorály ve francouzštině na téma Narození Páně číslované W. Hitchcockem: H.482 a H.4832.
Pastorála o narození našeho Pána Ježíše Krista H.482 byla složena v letech 1683 až 1685 na hudbu Marie de Lorraine, vévodkyně z Guise (sestřenice krále Ludvíka XIV.), která na svém panství udržovala malý soubor zpěváků a instrumentalistů, které Charpentier řídil až do smrti princezny v roce 1684. V rukopise je jmenováno sedm zpěváků ve službách princezny, dále dva houslové violy a varhany.
Pastorála H.482, který má mnohem skromnější rozměr než Pastorála o narození Našeho Spasitele Ježíše Krista H.483, zobrazuje tři pastýřky (Silvie, Doris a Climène), tři pastýře (Tircis, Philène a Damon) a sbor pastýřů.

## Děj
Obsahuje dvě scény. První scéna se odehrává ve stáji v Betlémě, kde si pastýřka Silvie a pastýř Tircis povídají a žasnou nad dítětem a jeho matkou Marií. Druhá scéna (po menuetu) ukazuje pár, který oznamuje ostatním pastýřům příchod Spasitele, na kterého dlouho čekali (Ce pasteur est venu, Jésus est au berceau) a vyzývá je k radosti (Poussez, heureux bergers, poussez à sa naissance mille chants de réjouissance).